# Exagon Engineering
Exagon Engineering est une entreprise fondée en 2004 par Luc Marchetti, ancien ingénieur d'exploitation et de bureau d’étude en sport automobile.
Exagon est une entreprise de conception et d’ingénierie en automobile, prototypes et engins spéciaux. Depuis 2007, elle est spécialisée dans les chaînes de traction électrique et la fabrication de batteries de haute performance. L'entreprise est située dans le technopôle de Magny-Cours.

## Historique
L'entreprise est à l’origine dédiée à l’étude, la conception, la construction et l’exploitation de véhicules de course pour rallyes, rallycross, Trophée Andros, championnat GT, et championnat du monde de Supertourisme (WTCC).
Exagon a obtenu des victoires dans différents championnats, notamment aux côtés d’Alain Prost, Yvan Muller, Franck Lagorce, Alain Cudini, Vincent Radermecker, Pierre-Yves Corthals, Bruno Thiry ou encore Eric Helary[réf. nécessaire].
Exagon s’est convertie depuis 2007 à l’électrique avec des partenaires techniques comme SAFT et SIEMENS. Depuis 15 ans, l'entreprise s'est spécialisée dans la création de chaînes de traction innovantes et de batteries de hautes performances à refroidissement par fluide diélectrique, ainsi que dans la gestion électronique de l’ensemble.